# New Shoes For The Old Suit
New Shoes For The Old Suit er McKinleys fjerde album, som udkom i 1979 på forlaget Stuk.

## Nummerliste
1. "Reach From The Shadow"
2. "Cheek To Cheek"
3. "Woman"
4. "What Do You Think"
5. "Let's Hang On"
6. "All The Best"
7. "Take It As A Warning"
8. "Dirty Tricks"
9. "Baby Now That I've Found You"
10. "Funny How Love Can Be"
11. "Break The Silence"
12. "Elenore"
13. "Jessamine"